# Mönchstraße 53 (Stralsund)
Das Gebäude Mönchstraße 53 in Stralsund ist ein denkmalgeschütztes Bauwerk in der Mönchstraße.

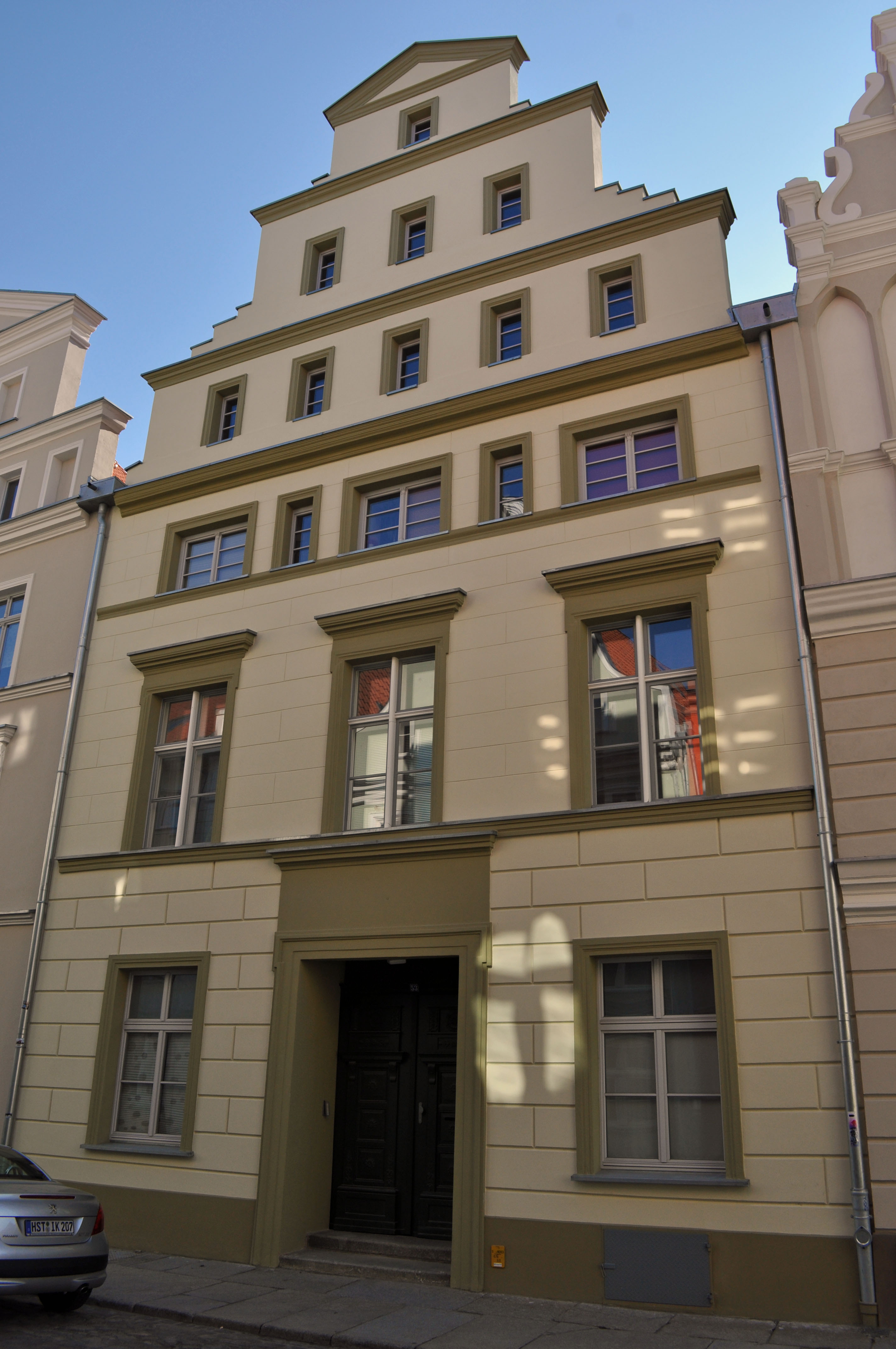
Haus Mönchstraße 53 in Stralsund (2012)

Das dreigeschossige, dreiachsige Giebelhaus besitzt einen mittelalterlichen Kern. Das Gebäude wurde vom 17. bis zum 19. Jahrhundert mehrfach verändert. Die verputzte Fassade weist im Erdgeschoss stark, in den oberen Geschossen schwach rustifiziert. Gurtgesimse trennen die Geschosse, auch im dreigeschossigen Treppengiebel. Ein Speichergebäude auf dem Hof mit Fachwerk stammt aus dem Jahr 1750.
Das Haus im Kerngebiet des von der UNESCO als Weltkulturerbe anerkannten Stadtgebietes des Kulturgutes „Historische Altstädte Stralsund und Wismar“ ist in die Liste der Baudenkmale in Stralsund eingetragen.